# Ahmed Abdel Zaher
Pour les articles homonymes, voir Zaher.
Ahmed Abdel Zaher (arabe : أحمد عبد الظاهر), né le 15 janvier 1985 à Gharbeya en Égypte, est un footballeur international égyptien, aujourd'hui retraîté.

## Biographie
Après sept ans passés à l'ENPPI Club, Abdel Zaher rejoint l'équipe d'Al Ahly SC. Lors de la finale retour de la Ligue des champions de la CAF 2013, il inscrit le deuxième but de son équipe et remporte aussi sa première Ligue des champions de la CAF avec Al Ahly SC.
Il est suspendu de mondial des clubs. Il est sanctionné pour avoir célébré son but en faisant le signe de ralliement, quatre doigts en l'air, des partisans du président islamiste déchu Mohamed Morsi. Ce geste aurait pu donner une issue dramatique au match, et aurait pu raviver les tensions entre « pro » et « anti » Morsi qui régnaient dans le pays.
Il sera ensuite prêté à Al-Ittihad Tripoli, après avoir été interdit un an d'évoluer en Égypte et avec l'équipe nationale égyptienne.

## Palmarès
ENPPI
- Championnat d'Égypte :
  - Meilleur buteur : 2011.
- Coupe d'Égypte :
  - Vainqueur : 2011.

 Al Ahly SC
- Supercoupe d'Afrique :
  - Vainqueur : 2013.
- Ligue des champions de la CAF :
  - Vainqueur : 2013
- Champion d'Égypte
  - Champion : 2016